# Tarif al-Matghari
Ṭārif al-Matgharī (in arabo طارف المتغري‎?; ... – intorno al 744) è stato il fondatore della dinastia berbera dei Barghawāṭa, nella regione di Tamasna in Marocco.
Fu il padre del profeta auto-proclamato re Ṣāliḥ b. Ṭārif. Si crede che sia nato nella zona di Barbate, vicino a Cadice in Spagna.

## Fonti
Scheda in spagnolo su tarifaweb.com